# Judo-Bundesliga 2015
Die Judo-Bundesliga 2015 war die 59. Saison in der Geschichte der Judo-Bundesliga.
Meister wurde der TSV Großhadern und konnte somit seinen 11. Titelgewinn feiern. Den zweiten Platz belegte der KSV Esslingen, welcher damit zum fünften Mal in Folge Vizemeister wurde. Der Titelverteidiger TSV Abensberg hatte seine Mannschaft überraschend vor Saisonstart aus der 1. Judo-Bundesliga abgemeldet und startete in der Regionalliga.

## Vorrunde

### Staffel Nord
| Pl | Verein                  | K | Kp    | Diff | Pkt  |
| -- | ----------------------- | - | ----- | ---- | ---- |
| 1. | Hamburger Judo-Team     | 5 | 48:21 | +27  | 8:2  |
| 2. | SUA Witten              | 5 | 40:29 | +11  | 7:3  |
| 3. | UJKC Potsdam            | 5 | 38:30 | +8   | 6:4  |
| 4. | JC 90 Frankfurt (Oder)  | 5 | 36:33 | +3   | 5:5  |
| 5. | Judo in Holle           | 5 | 31:38 | −7   | 4:6  |
| 6. | TSV Bayer 04 Leverkusen | 5 | 12:54 | −42  | 0:10 |

### Staffel Süd
| Pl | Verein             | K | Kp    | Diff | Pkt  |
| -- | ------------------ | - | ----- | ---- | ---- |
| 1. | KSV Esslingen      | 5 | 45:24 | +21  | 8:2  |
| 2. | TSV Großhadern     | 5 | 40:30 | +10  | 7:3  |
| 3. | Judoclub Ettlingen | 5 | 37:31 | +6   | 6:4  |
| 4. | JC Leipzig         | 5 | 35:32 | +3   | 5:5  |
| 5. | JC Rüsselsheim     | 5 | 33:37 | −4   | 4:6  |
| 6. | JSV Speyer         | 5 | 17:53 | −36  | 0:10 |

## Viertelfinale
| Datum              | Ort              | Heim                   | Gast                   | Ergebnis      |
| ------------------ | ---------------- | ---------------------- | ---------------------- | ------------- |
| 5. September 2015  | Leipzig          | JC Leipzig             | Hamburger JT           | 5:9 (47:77)   |
| 19. September 2015 | Hamburg          | Hamburger JT           | JC Leipzig             | 10:4 (72:26)  |
| 5. September 2015  | Ettlingen        | JC Ettlingen           | SUA Witten             | 8:5 (72:41)   |
| 19. September 2015 | Witten           | SUA Witten             | JC Ettlingen           | 6:8 (60:74)   |
| 5. September 2015  | Potsdam          | UJKC Potsdam           | TSV Großhadern         | 7:7 (59:70)   |
| 19. September 2015 | Großhadern       | TSV Großhadern         | UJKC Potsdam           | 8:6 (66:57)   |
| 5. September 2015  | Frankfurt (Oder) | JC 90 Frankfurt (Oder) | KSV Esslingen          | 3:10 (21:84)  |
| 19. September 2015 | Esslingen        | KSV Esslingen          | JC 90 Frankfurt (Oder) | 10:4 (100:37) |

## Halbfinale
| Datum            | Ort       | Heim          | Gast           | Ergebnis     |
| ---------------- | --------- | ------------- | -------------- | ------------ |
| 10. Oktober 2015 | Esslingen | Hamburger JT  | TSV Großhadern | 3:10 (30:90) |
| 10. Oktober 2015 | Esslingen | KSV Esslingen | JC Ettlingen   | 9:5 (81:44)  |

## Finale
| Datum            | Ort       | Heim           | Gast          | Ergebnis     |
| ---------------- | --------- | -------------- | ------------- | ------------ |
| 10. Oktober 2015 | Esslingen | TSV Großhadern | KSV Esslingen | 10:3 (94:25) |

## Relegation
| Datum              | Ort         | Heim                    | Gast                    | Ergebnis     |
| ------------------ | ----------- | ----------------------- | ----------------------- | ------------ |
| 5. September 2015  | Leverkusen  | TSV Bayer 04 Leverkusen | Judo in Holle           | 7:7 (61:62)  |
| 5. September 2015  | Speyer      | JSV Speyer              | JC Rüsselsheim          | 6:8 (57:74)  |
| 19. September 2015 | Holle       | Judo in Holle           | TSV Bayer 04 Leverkusen | 10:4 (86:31) |
| 19. September 2015 | Rüsselsheim | JC Rüsselsheim          | JSV Speyer              | 10:4 (85:40) |

## Kämpfer mit den meisten Siegen
| Kämpfer                 | Verein                | Siege (durch Ippon) | Anzahl Kämpfe |
| ----------------------- | --------------------- | ------------------- | ------------- |
| Stefan Oldenburg        | SUA Witten            | 10 (8)              | 13            |
| Frank Conrad            | JC Rüsselsheim        | 10 (7)              | 14            |
| Laszlo Szoke            | JC Leipzig            | 10 (5)              | 14            |
| Thomas Pille            | JC90 Frankfurt (Oder) | 9 (9)               | 9             |
| Onise Bughadze          | JSV Speyer            | 9 (8)               | 10            |
| Karl-Richard Frey       | TSV Großhadern        | 9 (8)               | 10            |
| Maxime Lambert          | Judo in Holle         | 9 (7)               | 11            |
| Julian Kolein           | TSV Großhadern        | 9 (6)               | 10            |
| Dario Kurbjeweit-Garcia | Hamburger JT          | 9 (6)               | 13            |
| Boris Trupka            | KSV Esslingen         | 8 (8)               | 13            |
| Dino Pfeiffer           | JC Ettlingen          | 8 (7)               | 8             |
| Felix Kurz              | KSV Esslingen         | 8 (6)               | 9             |
| Norbert Fleischer       | JC Leipzig            | 8 (6)               | 12            |
| Christoph Köberlin      | TSV Großhadern        | 8 (6)               | 14            |
| Domenic Ressel          | Hamburger JT          | 8 (5)               | 10            |
| Tobias Schirra          | JC Rüsselsheim        | 8 (4)               | 10            |